# Leonard Lerman
Leonard Solomon Lerman (27 de juny de 1925 -19 de setembre de 2012) va ser un científic dels Estats Units notable pel seu treball sobre l'ADN.

## Biografia
Lerman va néixer a Pittsburgh fill d'emigrants jueus provinents de Rússia. Es va graduar junt amb Linus Pauling al California Institute of Technology, Lerman descobrí que els anticossos tenen dos llocs d'unió. és tard va fer el descobriment que certes molècules s'uneixen a l'ADN per intercalació. Aquest descobriment va ajudar a entendre gran part de les interaccions entre les drogues i els mutagens amb l'ADN. Va treballar amb el Premis Nobel Sydney Brenner i Francis Crick.